# Doliops villalobosi
Doliops villalobosi är en skalbaggsart som beskrevs av Heller 1926. Doliops villalobosi ingår i släktet Doliops och familjen långhorningar.
Artens utbredningsområde är Filippinerna. Inga underarter finns listade i Catalogue of Life.